# Fritz Max Cahén
Fritz Max Cahén (geboren 8. Dezember 1891 in Saarlouis; gestorben 29. August 1966 in Bonn) war ein deutscher Journalist und Widerstandskämpfer gegen den Nationalsozialismus.  

## Leben
Fritz Max Cahén war ein Sohn des Kaufmanns Eugen Cahén und der Henriette Gottschalk. Er hielt sich 1912 in Paris auf und ging 1913 nach Berlin, wo er Vorlesungen in Philosophie bei Hermann Cohen belegte. Er arbeitete in der Filmindustrie und heiratete Eugenie Stamm, sie hatten zwei Kinder, der Sohn Oscar Cahén wurde Grafiker. Cahén meldete sich 1914 als Kriegsfreiwilliger, wurde verwundet und aus dem Militärdienst entlassen. Cahén zog nach München und ging 1915 als Korrespondent der Frankfurter Zeitung in das neutrale Dänemark. Bei Kriegsende 1918 kehrte er mit dem deutschen Gesandten Ulrich von Brockdorff-Rantzau nach Berlin zurück und wurde dessen persönlicher Referent, in dieser Funktion war er Teil der Regierungsdelegation bei der Weimarer Nationalversammlung und der deutschen Delegation bei den Verhandlungen in Versailles. Mit dem Rücktritt Brockdorff-Rantzaus als erstem Außenminister der Weimarer Republik war diese Episode im Juni 1919 beendet.  
Cahén arbeitete nun als freier Journalist im In- und Ausland und führte um 1925 illegale Propaganda-Aufträge der Deutschen Reichsregierung im Saargebiet aus. 1927/28 arbeitete er für einen Berliner Bezirksanzeiger und wurde dann Chefredakteur beim „Deutschen Matern-Verlag“, der zum Zeitungskonglomerat von Alfred Hugenberg gehörte und Provinzzeitungen mit fertigen Artikeln auf Matern belieferte. Cahén arbeitete auch für die Prüfstelle für Schund- und Schmutzschriften.  Er war Mitglied der Deutschen Demokratischen Partei und war bei der Reichstagswahl 1930 Wahlkampfleiter der Deutschen Staatspartei.  
Nach der Machtergreifung der Nationalsozialisten floh er im August 1933 in die Tschechoslowakei. Dort war er an verschiedenen Versuchen, eine Widerstandsbewegung gegen das nationalsozialistische Regime im Deutschen Reich zu etablieren, beteiligt, so mit Hans Jaeger und Arthur Arzt an der Volkssozialistischen Bewegung (VS) und mit der Schwarzen Front Otto Strassers. 1937 ging er in die USA, um von dort Widerstandsaktivitäten zu organisieren. 
In den USA schrieb er unter anderem für die Zeitung Washington Post. Im Jahr 1937 wurde er aus dem Deutschen Reich ausgebürgert. Cahén kehrte 1954 in die Bundesrepublik Deutschland zurück und lebte zuletzt in Bonn-Ippendorf.

## Schriften (Auswahl)
- Men against Hitler. Angepasste Übersetzung und Einführung Wythe Williams. Indianapolis, Ind. ; New York, NY: Bobbs-Merrill, 1939
- Der rote Handschuh : Sowjetische und westliche Ideologie in der Wirklichkeit. Frankfurt am Main: Athenäum, 1961
- Der Weg nach Versailles: Erinnerungen 1912 – 1919. Schicksalsepoche einer Generation. Boppard: Boldt, 1963